# 金伯莉·梅森
金伯莉·梅森（英語：Kimberly Mason，1989年9月19日—），澳大利亚女子艺术体操运动员。她曾代表澳大利亚参加2006年英联邦运动会体操比赛，获得一枚银牌和二枚铜牌。